# Massimo Laura
Massimo Laura (ur. 1957 w San Remo) – włoski kompozytor i wirtuoz gitary. Od 1980 gra w Teatro alla Scala w Mediolanie.
Szczególnie ważnym dla rozwoju jego kariery artystycznej był pierwszy koncert Mauro Giulianiego z Kameralną Akademicką Orkiestrą Mozarteum w Salzburgu prowadzoną przez Sándora Végh. Grał jako solista z wieloma orkiestrami symfonicznymi, m.in. w Bazylei, Santiago, San Remo, Filharmonią Betica w Sewilli.
Jest nauczycielem akademickim w Konserwatorium w Como oraz w Konserwatorium della Svizzera Italiana w Lugano.

## Dyskografia
Massimo Laura nagrał dwa albumy: Giochi oraz Carillon.

### Giochi

#### Utwory
1. Recuerdos de la Alhambra (F.Tarrega)
2. Asturias (I.Albeniz)
3. Capricho Árabe (F.Tarrega)
4. Giochi Proibiti (anonimo)
5. El Abejorro (E.Pujol)
6. El testament d'Amelia (M.Llobet)
7. Tango F.Tarrega)
8. Las abejas (A.Barrios-Mangorè)
9. Preludio n°1 (H.Villa-Lobos)
10. Cantico y Galeron (V.E.Sojo)
11. Andantino (A.Cano)
12. Rosita (polka) F.Tarrega)
13. Feste lariane (L.Mozzani)
14. El noy de la mare (M.Llobet)
15. Tango en Skaï (R.Dyens)
16. Chôros n°1 (A.York)
17. Nevicata (B.Terzi)
18. Gran Jota de concierto (F.Tarrega)

### Carillon

#### Utwory
1. La Campanella (N.Paganini - B.Terzi)
2. Celebre Serenata, Op.11 (F.Schubert)
3. Preghiera, Op.20 (G.Rossini)
4. Sera di Maggio, Op.2 (B.Terzi)
5. Danza dei nani (B.Terzi)
6. Berceuse, Op.48 n°2 (B.Terzi)
7. Imitando l'arpa, Op.36 (B.Terzi)
8. Nostalgie, Op.1 (B.Terzi)
9. Ninna nanna, Op.30 n°2 (B.Terzi)
10. Melanconie autunnali, Op.4 (B.Terzi)
11. Sorriso di bimba (B.Terzi)
12. Serenata, Op.34 (B.Terzi)
13. Toccata (B.Terzi)
14. Appassionata (B.Terzi)
15. Minuetto, Op.24 n°1 (B.Terzi)
16. Elegia (B.Terzi)
17. Nevicata, Op.29 (B.Terzi)
18. Trillo - Tremolo (B.Terzi)
19. Carillon (B.Terzi)

## Nagrody i wyróżnienia
- 1986: Pierwsza Nagroda w Międzynarodowym Konkursie Gitarowym w Alessandrii
- 1987: Pierwsza Nagroda w Międzynarodowym Konkursie Gitarowym w Mainlandzie
- 1988: Pierwsza Nagroda w Międzynarodowym Konkursie Gitarowym im. Francisco Tárregi w Benicàssim